# Julien-Étienne Rémont
Julien-Étienne Rémont, né le 3 novembre 1800 à Liège où il meurt le 12 mars 1883  est un architecte belge du XIXe siècle.

## Biographie
Il étudie de 1820 à 1824 à l'École de dessin de la ville de Liège (qui devient à partir de 1835-1837 l'Académie royale des beaux-arts de Liège). Le 6 juillet 1824, il épouse Marie Anne Clepers (1801-1885). Le couple a neuf fils et deux filles.
Sa première grande réalisation date 1827, année où il remporta un concours pour le nouvel hôtel de ville de Luxembourg. À partir de 1837, Rémont enseigne l'architecture à l'Académie royale des beaux-arts de Liège, et ce, jusqu'en 1868, moment où il est remplacé par ses anciens élèves Hyacinthe Dejardin (1820-1875) pour la composition architecturale (pratique et théorique) et Alexandre Renier (1823-1899) pour le dessin architectural et la nomenclature architecturale.
De 1837 jusqu'à sa mort en 1883, il est architecte de la ville de Liège.

## Réalisations
- à partir de 1837 : diverses extensions de l'Université de Liège.
- 1839-1840 : Jardin botanique de Liège.
- 1849: développement du réseau de distribution de l'eau potable à  Liège (également à Ostende et d'autres villes).
- 1854: Fontaine de la Vierge à l'Enfant.
- 1857-1861 : extension de l'Opéra de Liège.
- 1862: plans du parc de la Boverie, Liège.
- 1867: rénovation du Théâtre royal de Namur.
- 1877-1879 : Entrée Bonbonnière (ancien Théâtre municipal), Maastricht (avec WJ Brender à Brandis).
- 1879: Villa Wyckerveld, Maastricht (avec son fils Denis Joseph Rémont).
- 1883: Société Momus, Vrijthof, Maastricht.

## Publication
- « Notices sur les œuvres de B. Digneffe, ancien architecte liégeois », Bulletin de l'institut archéologique liégeois, Liège, t. XVI,‎ 1881, p. 161-182 (ISSN 0776-1260, lire en ligne)

## Hommage et distinctions
- Un quai (quai Julien Rémont) porte son nom à Liège. Celui-ci est situé entre la rue des Vennes et le pont des Vennes.
- Chevalier de l'ordre de Léopold[6].
- Croix commémorative des combattants de 1830[6].
- membre de la Commission royale des monuments[6].